# 萌焙司
萌焙司（品牌名稱是來自於法文的“mon précieux ”，意思是我的寶貝）是一家臺灣食品製造公司，主要生產製作法式千層酥、蝴蝶曲奇等產品，截至2023年在新北擁有多間直營門市。成立於2014年，創辦人為陳瀚明。

## 外部連結
- 萌焙司法式烘焙坊 （页面存档备份，存于）
- 萌焙司的Facebook專頁